# M3 (televízióadó)
Az M3 egy közszolgálati televízióadó Magyarországon, a Duna Médiaszolgáltató archív tartalmakat sugárzó tematikus csatornája, amely ingyenesen nézhető az interneten. Az egyetlen fizetős közszolgálati (állami) csatorna volt. Műsorainak földfelszíni sugárzását 2013. december 20-án 18 órakor kezdte meg. 2014. január 5-ig a szerződött kábelszolgáltatók minden előfizetője számára, a MinDig TV nézői, illetve a Teletéka nézői számára – elvileg – kódolatlanul elérhető volt, ezt követően viszont kódolt sugárzással ment. A Médiatanács nyilvántartásában Anno elnevezéssel szerepel, habár ezt a nevet a tévécsatorna sosem használta, így az az adásokban sosem jelent meg.
Siketek és nagyothallók számára is élvezhető volt az M3, hiszen a közmédia többi csatornájához hasonlóan ezen is feliratozás segítette szórakozásukat. Az intendánsi feladatokat Kálomista Zsuzsa, az MTVA archívumának igazgatója látja el.
2019. április 30-án az M3 megszűnt az éterben, de továbbra is nézhető az interneten, változatlanul archív tartalmakat sugárzó csatornaként.
A csatorna hangja Kerekes József volt, a korhatárokat (a költözés ellenére is) Pikali Gerda mondja be.
A csatorna reklámidejét az Atmedia értékesítette. Az internetes adásnál nincsenek reklámok.

## Történet

### Előzmények
Egy új csatorna indulásának ötlete már az önálló Magyar Televízió idején, a 2000-es évek elején felmerült. Ehhez az akkori vezetőség is hozzájárulását adta, azonban főként pénzügyi okok, illetve az MTV régi székházának nem megfelelő technikai felszereltsége miatt a tervet elhalasztották. Az akkori ORTT nyilvántartásában „MTV Parlament” néven említettek egy harmadik csatornát. A tervek szerint a műholdról vehető csatorna közéleti és hírműsorokat, valamint parlamenti közvetítéseket sugárzott volna. A Magyar Televízió főadójának MTV-ről M1-re való átnevezése után már M3-ként említették. Indulása 700 millió forintba került volna. Mivel a televízió hosszú időn keresztül nem sugárzott műsort, 2009. július 15-én a hatályos médiatörvény alapján törölte nyilvántartásából az ORTT. A csatorna előzményeként 2009. március 31-én interneten keresztül webm3 néven, 10 és 16 óra között országos és regionális hírműsorokat, sportműsorokat és archív szórakoztató tartalmakat lehetett megtekinteni. Röviddel indulása után befejezte működését. 2011 őszén olyan hírek terjedtek, hogy a közmédia archív sportcsatornát szeretne indítani, viszont ezt cáfolták a drága, illetve megvásárolhatatlan archív sportesemények újbóli közvetítési jogaira hivatkozva. 2012. június 18-án megindult az M3D nevű csatorna, amely a budapesti MinDig TV frekvenciáján (UHF43) volt 3D-ben élvezhető, a 2012. évi nyári olimpiai játékok záróünnepségéig. A Médiatanács nyilvántartásában már ekkor is szerepelt egy Anno elnevezésű csatorna. 
A próbaadások sugárzását a MinDig TV platformon 2013. november 29-én, műholdon pedig 2013. december 2-án kezdte meg.

### 2013–2019: Fizetős közszolgálati csatorna
Műsorainak földfelszíni sugárzását 2013. december 20-án, 18.00-kor kezdte meg. Az archív tartalmak technikai állapotára való tekintettel szinte lehetetlen volt a HD felbontás, így SD minőségben volt fogható, műsorait – az ajánlókat és néhány műsort kivéve – 4:3-as képarányban sugározta. Az internetes adás már 720p, illetve 1080p HD felbontásban működik. Ezen kívül – előfizetési díj ellenében – belföldről és külföldről egyaránt elérhető volt az interneten az MTVA tartalomszolgáltató portálján, a teleteka.hu oldalon 2017. augusztus 1-ig. 2018-ban a csatorna a magyar háztartások 81,5%-ban volt elérhető és az éves közönségaránya 0,81%  volt.

### 2019–: Ingyenes online adás
2019. április 30-án megszűnt a földfelszíni sugárzása, és csak online az interneten lett elérhető. Azóta ingyenesen az m3.hu oldalon az MTVA Archívum weboldalán érhetők el a tartalmak.

## Műsorai
A csatorna a Közszolgálati Archívumban található felvételeket sugározza. Kínálatában minden műfaj megtalálható, akár az országos lefedettséggel rendelkező földfelszíni (immár digitális) csatornáknál. Láthatóak sport-, oktató, gyerek- és ifjúsági műsorok, vetélkedők, tehetségkutató versenyek, színházi előadások, videóklipek, dokumentumfilmek, sorozatok, egész estés filmek, illetve rengeteg olyan alkotás, amely a televíziózás elmúlt hatvan éve alatt legendává vált. A magyar tartalmak mellett szerepeltek a kínálatban olyan sikeres külföldi műsorok is, amelyek iránt az érdeklődés a bemutatásuk óta nem csökkent. Napközben a Magyar Televízió több mint 56 éves és a Duna Televízió több mint 21 éves működése alatt született, jól ismert, illetve kevésbé látott alkotások egyaránt képernyőre kerülnek. A retrocsatornán az internetre való költözés előtt éjféltől reggel hatig az MTVA és az MTI fotóarchívumából vetítettek fotókat a hozzájuk tartozó szöveges információval. Az M3 csatorna önálló teletext szolgáltatást kapott, ennek 777. oldalán volt elérhető a műsorok feliratozása. A szerződött műsorszolgáltatóknak, a törvény értelmében, a teletext szolgáltatást, illetve a magyar mellett az idegen nyelvű hangsávot is továbbítaniuk kellett előfizetőik felé.

## Elérhetőség
A csatorna indulásakor a következő szolgáltatók kínálatában volt elérhető: Telekom, Invitel, UPC, UPC Direct, Tarr, MinDig TV Extra. Kisebb szolgáltatók extra csomagjaiban is elérhető volt az M3: Telecont 2000 Kft., BETA-TECH Video- és Elektroszolgáltató Kft., Gergi Háló Szolgáltató és Kereskedelmi Kft., RKSZ Kft., Balmaz Intercom Kft., Kondorosi KTV, Szarvasi Általános Informatikai Kft., Mosonszolnok Kábeltévé Szolgáltató Kft. és DielNet Távközlési Kereskedelmi és Szolgáltató Kft. A műsor indulásának első pillanatától fogva nézhető volt a DIGI Távközlési és Szolgáltató Kft. (pontatlanul digikábel, digi.tv neveken is közismert) kábelhálózatain is. Később a műholdas kínálatba is bekerült.

### Közvetlen műholdas vétel
A közmédia többi csatornájával együtt az M3 is elérhető volt az MTVA műholdas sugárzás vételével Conax kódolással, a szolgáltatók felé is így továbbították, de egyéni vételre is lehetőség volt. Az egyéni műholdas vételhez MTVA kártyára és a Conax kártyát befogadó televíziókészülékre, vagy set top boxra volt szükség, amely az M3 csatorna előfizetése mellett a részlegesen kódolt M1, M2 és Duna csatornákat és az idegen nyelvű hangsávokat is biztosítja. A Magyarországon kívül élők sem maradnak le róla, számukra M3 kódkártyát vezettek be. Ez annyiban különbözik az előbbi kártyától, hogy kizárólag az M3 csatorna vételét teszi lehetővé. Mindkét kártyán 3 éves időszakokra lehet előfizetést vásárolni.
- Műhold: Eutelsat 9A, keleti 9 fok
- Frekvencia: 11 957,64 MHz
- Polarizáció: V (függőleges)
- Szimbólumsebesség: 27 500
- FEC érték: 2/3
- Moduláció: MCPC, 8PSK, DVB-S2
- Képtömörítés: MPEG-4 H.264 AVC
- Hang: AC3, AAC[18]

## Arculat

### Logói
A csatorna logójában három türkiz függőleges vonal volt látható. Ez volt az utolsó olyan állami tévé, amelynek logójában függőleges és azonos hosszúságú vonalak szerepeltek (az M4 Sport logójában ferde, az M5-ében vízszintes, nem azonos hosszúságú vonalak láthatók). 2015. május 27-től a televíziókészülékek képernyőjének bal felső sarokban lévő képernyőlogó türkizről fehérre változott.